# Gunther Krichbaum
Gunther Krichbaum (* 4. Mai 1964 in Korntal) ist ein deutscher Politiker (CDU). Er ist seit 2002 Mitglied des Deutschen Bundestages und seit 2025 Staatsminister für Europa beim Bundesminister des Auswärtigen. Von 2007 bis 2021 war er Vorsitzender des Ausschusses für die Angelegenheiten der Europäischen Union des Deutschen Bundestages.

## Persönlicher Werdegang
Nach dem Abitur 1984 am Solitude-Gymnasium in Stuttgart-Weilimdorf leistete Krichbaum seinen Wehrdienst in Sigmaringen und Dillingen/Donau ab und absolvierte ab 1985 ein Studium der Rechtswissenschaft an der Eberhard Karls Universität Tübingen, der Ruprecht-Karls-Universität Heidelberg, der Universität Lausanne und der Universität Genf, das er 1991 mit dem ersten juristischen Staatsexamen beendete. Krichbaum war Stipendiat der Begabtenförderung der Konrad-Adenauer-Stiftung. Seit dem Studium gehört er der Landsmannschaft Ulmia Tübingen, einer schlagenden Studentenverbindung des Coburger Convents, an. Nach dem Referendariat legte er 1995 auch das zweite Staatsexamen ab und war anschließend bis 2002 als selbständiger Wirtschaftsberater für die MLP AG in Pforzheim tätig.
Krichbaum ist evangelisch und in zweiter Ehe verheiratet. Das Ehepaar Krichbaum hat je drei Kinder aus vorherigen Ehen.

## Politischer Werdegang

### Junge Union und CDU
Krichbaum trat 1979 in die Junge Union und 1983 auch in die CDU ein. Er war von 1999 bis 2009 stellvertretender Vorsitzender des CDU-Stadtverbandes Pforzheim und ist seit 2009 Kreisvorsitzender der CDU Enzkreis/Pforzheim. 

### Deutscher Bundestag
Krichbaum ist seit 2002 Mitglied des Deutschen Bundestages und war seit Dezember 2005 stellvertretender europapolitischer Sprecher der CDU/CSU-Bundestagsfraktion. Von Juni 2007 bis Oktober 2021 war Krichbaum Vorsitzender des Ausschusses für Angelegenheiten der Europäischen Union. Am 13. Dezember 2021 wählte ihn die CDU/CSU-Bundestagsfraktion mit 92,7 % zu ihrem neuen europapolitischen Sprecher.
Krichbaum ist stets als direkt gewählter Abgeordneter des Wahlkreises Pforzheim in den Bundestag eingezogen. Bei seiner ersten Bundestagswahl 2002 konnte er das 1998 an die SPD verlorene Direktmandat für die CDU gegen die Landesvorsitzende der SPD Baden-Württemberg, Ute Vogt, zurückgewinnen. Dieses verteidigte er bei der Bundestagswahl 2005 mit 46,9 % und bei der Bundestagswahl 2009 mit 40,7 % der Erststimmen. Bei der Bundestagswahl 2013 erreichte er mit 49,5 % der Erststimmen das beste Ergebnis der CDU in diesem Wahlkreis seit der Bundestagswahl 1983. Bei der Bundestagswahl 2017 gewann er das Direktmandat erneut mit 36,4 % der Erststimmen und bei der Bundestagswahl 2021 mit 28,5 % der Erststimmen. 2025 verteidigte Krichbaum das Direktmandat zum siebten Mal mit 37,1 %.
Im Zuge der Bildung des Kabinetts Merz wurde er am 6. Mai 2025 zum Staatsminister für Europa beim Bundesminister des Auswärtigen, Johann Wadephul (CDU), ernannt. Zudem ist er Beauftragter der Bundesregierung für die deutsch-französische Zusammenarbeit. Im 21. Deutschen Bundestag ist Krichbaum in keinem Ausschuss vertreten. Dies ist dem Amt als Staatsminister im Auswärtigen Amt geschuldet.

### Verschiedenes
Die Königin der Niederlande ernannte Krichbaum zum Großoffizier des Ordens von Oranje-Nassau, 2009 wurde er vom französischen Staatspräsidenten zum Offizier der Ehrenlegion, 2010 vom rumänischen Staatspräsidenten zum Kommandeur des Stern von Rumänien ernannt. 2012 erhielt er das Große Goldene Ehrenzeichen für Verdienste um die Republik Österreich.
Seit 2018 ist Gunther Krichbaum Vorsitzender des Deutsch-Rumänischen-Forums und seit 2019 Mitglied der Deutsch-Französischen Parlamentarischen Versammlung.

## Mitgliedschaften
- Atlantik-Brücke e. V.
- Vorstand der Fondation Robert Schuman (Paris)
- Vorstand der Europäischen Volkspartei (EVP)
- VfB-Stuttgart-Fanclub im Bundestag
- Bundesfachausschuss Europa der CDU Deutschland
- Kooptiertes Mitglied im Präsidium der Europa-Union Deutschland
- Vorsitzender des Blasmusik-Kreisverbands Pforzheim/Enzkreis,
- Vorsitzender des Fördervereins des Schiller-Gymnasiums Pforzheim
- Vorstand des Nordstadt-Bürgervereins
- Kirchensynode der evangelischen Kirche Pforzheim-Land
- Kuratorium und Förderverein der Hochschule Pforzheim
- Deutsch-Rumänische Gesellschaft Pforzheim/Enzkreis
- Lebenshilfe e. V.
- Löbliche Singergesellschaft von 1501 Pforzheim
- Karnevalsgesellschaften PFG und KGHO
- Fußballverein 1. CfR Pforzheim
- Vereinigung Alter Herren des Coburger Convents